# Парусина

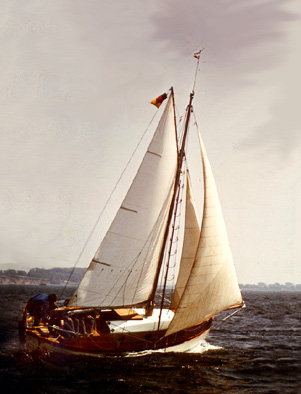
Применение парусины в судоходстве

Паруси́на — тяжёлая плотная ткань из натуральной пряжи: лён, конопля, джут или так называемая полульняная (лён и хлопок). В настоящее время допускают добавление синтетических волокон.
Парусина из конопли имеет высокую прочность, отталкивает влагу, не портится от морской воды. В эпоху парусного флота парусина являлась стратегическим товаром. Значение парусины усилилось с XV века с появлением крупных флотилий и открытием морских путей в Индию и Америку. В конце XIX века, в связи с внедрением парового флота, потребность в парусине снизилась, до появления синтетических материалов широко применяли для пошива непромокаемых плащей, джинсов, спецодежды, вещевых мешков и чехлов для багажа. Мода на одежду из парусины (штормовки, ветровки, кеды) возникла в 1960-е годы и до сих пор не утратила актуальности.
Грубую, плотную парусину, пропитанную огнеупорными или водоотталкивающими и противогнилостными составами, называют «брезентом».